# فرانك فنتون (كاتب)
فرانك فنتون (بالإنجليزية: Frank Fenton)‏ هو كاتب سيناريو أمريكي، ولد في 13 فبراير 1903 في ليفربول في المملكة المتحدة، وتوفي في 23 أغسطس 1971 في لوس أنجلوس في الولايات المتحدة.

## روابط خارجية
- فرانك فنتون على موقع IMDb (الإنجليزية)
- فرانك فنتون على موقع قاعدة بيانات الفيلم (الإنجليزية)